# لی ژونگچی
لی ژونگچی (انگلیسی: Li Zhongqi؛ زادهٔ ۱ ژانویهٔ ۱۹۵۷) تیرانداز اهل چین بود. وی در بازی‌های المپیک تابستانی ۱۹۸۴ و ۱۹۸۸ حضور داشته‌است.